# Тимелія-темнодзьоб червоногруда
Тиме́лія-темнодзьо́б червоногруда (Stachyris strialata) — вид горобцеподібних птахів родини тимелієвих (Timaliidae). Мешкає в Південно-Східній Азії.

## Опис
Довжина птаха становить 15,5–16,5 см. Голова і верхня частина тіла темно-коричневі, нижня частина тіла рудувато-коричнева або каштанова. На горлі біла пляма, під дзьобом чорні "вуса". що окаймляють білу пляму на горлі. Обличчя темно-сіре, поцятковане білими плямками. Шия і плечі поцятковані білими плямками.

## Підвиди
Виділяють сім підвидів:
- S. s. helenae Delacour & Greenway, 1939 — північний Таїланд і північний Лаос;
- S. s. guttata (Blyth, 1859) — південна М'янма і західний Таїланд;
- S. s. tonkinensis Kinnear, 1938 — південний Китай (Гуансі і південний Юньнань) і північний Індокитай;
- S. s. swinhoei Rothschild, 1903 — острів Хайнань;
- S. s. nigrescentior Deignan, 1947 — перешийок Кра;
- S. s. umbrosa (Kloss, 1921) — північно-східна Суматра;
- S. s. strialata (Müller, S, 1836) — західна Суматра.

## Поширення і екологія
Червоногруді тимелії-темнодзьоби живуть у чагарниковому і бамбуковому підліску рівнинних і гірських вологих тропічних лісів. Зустрічаються на висоті до 1525 м над рівнем моря. на Суматрі на висоті до 2200 м над рівнем моря.

## Поведінка
Червоногруді тимелії-темнодзьоби зустрічаються парами або невеликими зграйками, іноді приєднуються до змішаних зграй птахів. Живляться переважно комахами. Сезон розмноження у Південно-Східній Азії триває з лютого по червень. Гніздо куполоподібне або чашоподібне, розміщується поблизу землі. В кладці 3 яйця.